# Моток

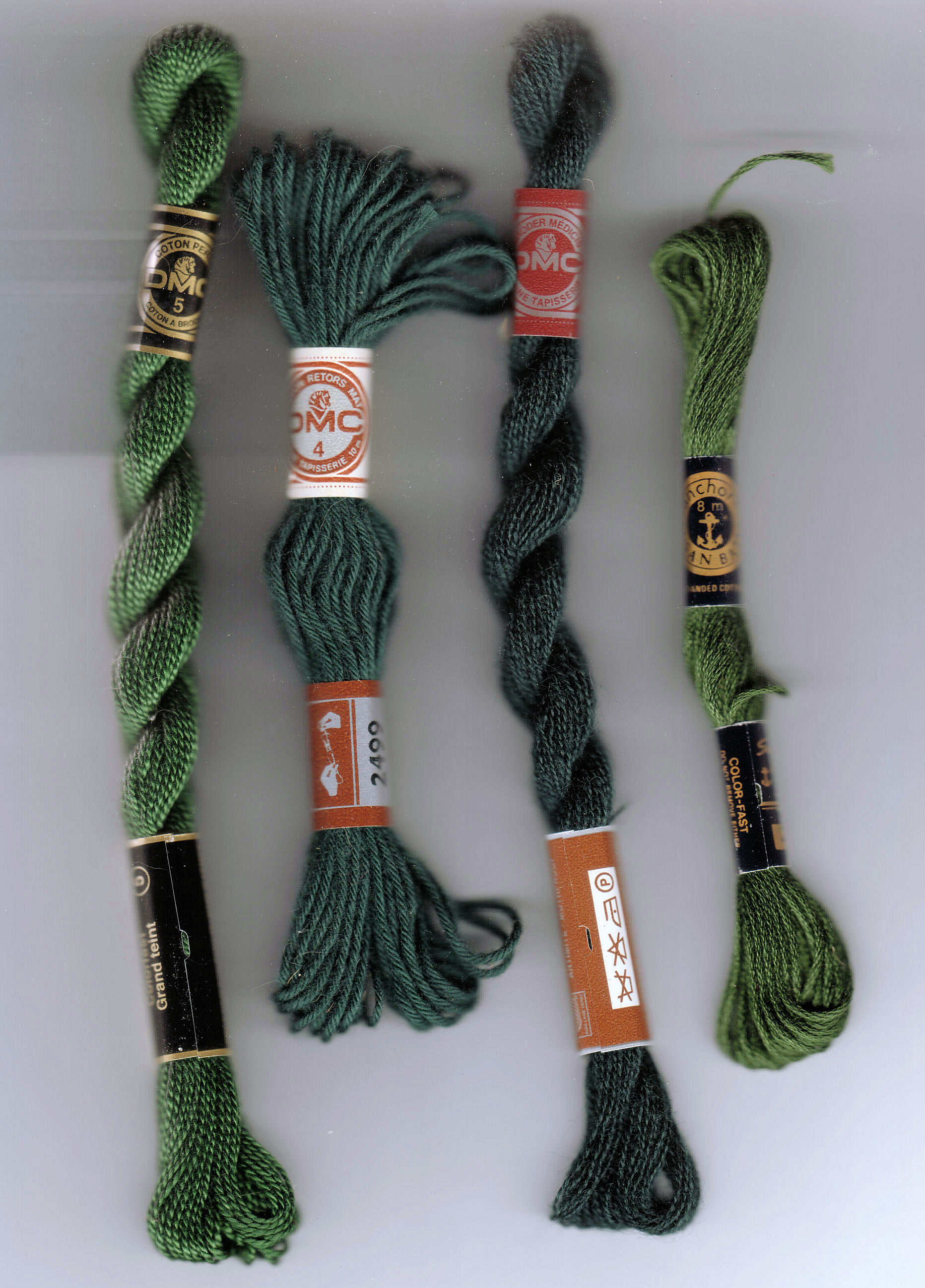
Мотки ниток для вышивания

Моток — нитки или пряжа, уложенные ровными кольцами на бобинах (в отличие от клубка). Также используется как единица измерения количества пряжи.
На картинке представлены пасмы мулине для розничной продажи. Они не намотаны, а скручены обычно отрезанной нитью по 8 метров и сложением в 6 ниток.

## Единицы измерения
Для каждого конкретного материала мотки обычно имеют одну и ту же длину, и потому моток зачастую используется как единица измерения. Несмотря на попытки стандартизации уже в конце XIX века (конгрессы в Вене в 1873 году, Брюсселе в 1874 году, Турине в 1875 году и Париже в 1878 году установили длину мотка в метрической системе равной 1000 метров), на практике длина мотка варьирует в зависимости от конкретного материала, а иногда и страны-производителя. Так, в мотке льна 270 метров, в мотке хлопка или шёлка 768 метров. 
Если материал предназначен для рукоделия, мотки обычно отмеряются на вес, наиболее популярной единицей является 50 граммов. В результате длина нити в таком мотке сильно колеблется, от 400 метров для тонкого мохера до 60 метров в случае тяжёлого хлопка.